# Sheng Mi Aaron Koh
Sheng Mi Aaron Koh (ur. 18 marca 1980) – singapurski zapaśnik w stylu wolnym.
Brązowy medalista igrzysk Azji Południowo-Wschodniej w 2011 roku.